# Якиманский, Василий Владимирович
Василий Владимирович Якиманский (1906 — ?) — советский инженер-механик, учёный, лауреат Ленинской премии.
Окончил вечерний Автомеханический институт им. Ломоносова (1934). В 1925—1931 работал на авиазаводе, в 1931—1945 — на Московском автозаводе им. Сталина.
С 1945 года начальник лаборатории НИИ технологии автомобильной промышленности.
Кандидат технических наук (1960), тема диссертации — «Разработка и исследование новых методов изготовления спирально-конических колес». Старший научный сотрудник (1963).

## Сочинения
- Теория спирально-конических передач и рациональная система конических передач с дуговыми зубьями [Текст] / Инж. В. В. Якиманский. - Москва : Отд. техн. пропаганды, 1958. - 76 с., 4 л. черт. : черт.; 22 см. - (Технология автомобилестроения/ Главниипроект при Госплане СССР. Науч.-исслед. ин-т технологии автомоб. пром-сти НИИТАвтопром).

## Награды
- Ленинская премия 1966 года — за создание нового процесса и комплекса оборудования для изготовления крупномодульных зубчатых колёс.